# 松田秀彦
松田 秀彦（まつだ ひでひこ、1852年〈嘉永5年〉5月 - 1939年〈昭和14年〉11月22日）は、日本の武士（鳥取藩士）、武術家。流派は疋田流槍術・薙刀術、雖井蛙流剣術。称号は大日本武徳会槍術範士、薙刀術教士、剣道教士。大久保利通暗殺（紀尾井坂の変）に関与したことでも知られる。

## 生涯

### 幕末期
鳥取藩士（鳥取藩槍術師範）松田又之進の子として生まれる。幼名は米太郎。藩校尚徳館に入り経書、疋田流槍術および長刀、雖井蛙流剣術、大坪流馬術、日上直明流体術、縄術、棒術など武芸を修める。
1867年（慶応3年）3月、御床机廻（藩主の親衛隊）に選ばれる。1868年（慶応4年）、戊辰戦争鳥羽・伏見の戦いに鳥取藩兵として出征。甲州勝沼の戦いで甲陽鎮撫隊と戦う。その後も各地を転戦。1871年（明治4年）6月29日、「仏式練兵通業士官」に任じられたが、同年7月14日廃藩置県により解隊。

### 明治維新後
1873年（明治6年）、陸軍兵学寮士官生徒となるもほどなく退学し、鳥取の任侠土師組の幹部となる。1875年（明治8年）、警視庁巡査に任官。1876年（明治9年）、不平士族大橋一蔵事件捜査で新潟に出張する。
1877年（明治10年）、西南戦争に警視隊員として出征。敵銃弾で負傷し長崎の病院に送られる。5月に復帰し、新撰旅団第七大隊小隊長に任じられたが、戦局好転により解隊。1878年（明治11年）3月、警視庁を退職し、不平士族の石川県人と大久保利通暗殺計画に加わる。松田と浅井寿篤だけが鳥取県人の島根県士族であった。大久保暗殺（紀尾井坂の変）には参加していないが、事件後禁獄10年の刑に処せられ石川島監獄に服役した。
1888年（明治21年）、屯田兵の募集掛となり自身も屯田兵として北海道根室に移住。根室監獄剣術師範を務める。1891年（明治24年）、東京に戻る。1894年（明治27年）、東京府芝に文武館道場を開き撃剣・柔術を指南。近衛師団衛生部の撃剣教師も務める。1895年（明治28年）、攻玉社撃剣講師となり、撃剣を教える傍ら攻玉社柔道教師山下義韶に講道館柔道を学ぶ。
1897年（明治30年）、海軍予備校撃剣柔術教師に就任。この頃、文武館に右翼壮士が集まり院外団と化し、玄洋社頭山満と接触。1899年（明治32年）2月、東京を去り、広島県江田島海軍兵学校剣術教員となる。1901年（明治34年）、鳥取招魂社境内に風水館道場を開く。同時に鳥取県下の巡査教習所、監獄、学校で剣道を指導。毎年生徒を引率し、京都武徳殿で行われる武徳祭大演武会に参加した。また、大日本武徳会鳥取支部創立に尽力した。 1939年（昭和14年）11月22日に87歳で死去した。

## 称号
- 1918年（大正7年）、大日本武徳会剣道教士
- 1922年（大正11年）、大日本武徳会薙刀術教士
- 1932年（昭和7年）、大日本武徳会槍術範士